# Meus Prêmios Nick de Artista Musical Favorito
O Meus Prêmios Nick de Artista Musical Favorito é um dos prêmios oferecidos durante a realização do Meus Prêmios Nick, destinado ao artista musical que mais fez sucesso no ano corrente. Ela é a junção das categorias Melhor Cantora e Melhor Cantor, a criação dela foi para que não houvesse separação entre gêneros, seguiu a tendência do Kids' Choice Awards dos EUA.

## Vencedores e indicados
| Ano  | Vencedor(a)  | Indicadas                                   |
| ---- | ------------ | ------------------------------------------- |
| 2018 | Anitta       | - Anavitória - Luan Santana - Pabllo Vittar |
| 2019 | Anitta       | - Luan Santana - Melim - Pabllo Vittar      |
| 2020 | Manu Gavassi | - Pabllo Vittar - Anitta - Melim            |
| 2021 | Manu Gavassi | - Iza - Anitta - Zé Felipe                  |